# Zhou Jihong

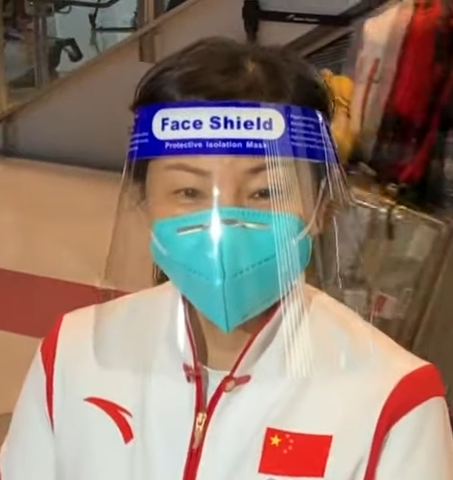
Zhou Jihong (2021)

Zhou Jihong (chinesisch 周繼紅 / 周继红, Pinyin Zhōu Jìhóng; * 1. Januar 1965 in Wuhan) ist eine ehemalige chinesische Wasserspringerin. Sie nahm einmal an Olympischen Spielen teil und gewann dabei eine Goldmedaille.
Zhou Jihong nahm am Wettbewerb vom Turm bei den Schwimmweltmeisterschaften 1982 in Guayaquil teil. Hinter der Amerikanerin Wendy Wyland und der Ostdeutschen Ramona Wenzel gewann sie dort die Bronzemedaille. 1984 war Zhou Teilnehmerin der Olympischen Sommerspiele von Los Angeles. Im Wettbewerb im Turmspringen gewann sie mit 435,51 Punkten vor den beiden Amerikanerinnen Michele Mitchell (431,19 Punkte) und Wendy Wyland (422,07 Punkte) die Goldmedaille. 1994 wurde sie in die International Swimming Hall of Fame aufgenommen.